# John Anderson (athlétisme)
John Franklin Anderson, né le 4 juillet 1907 à Cincinnati (Ohio) et décédé le 11 juillet 1948 à Naknek (Alaska) était un athlète américain. En compétition, il pesait 97 kg pour 1,91 m.
John Anderson s'est classé cinquième aux Jeux olympiques d'été de 1928 à Amsterdam au lancer du disque. Avec un meilleur lancer à 44,87 m, il restait à deux mètres des médailles.
À ses deuxièmes Jeux olympiques, en 1932 à Los Angeles, il améliorait avec 47,87 m, à son premier essai, le record olympique détenu par Clarence Houser. Avec 48,86 m à son deuxième essai, 49,39 m à son troisième, puis 49,49 m à son quatrième essai, il améliorait encore trois fois le record olympique et terminait sa série avec deux nouveaux lancers à 48,72 m et 47,98 m. Son quatrième meilleur essai lui aurait déjà suffi pour battre son compatriote Henri LaBorde. À la huitième place du concours, se classait un autre Américain, Paul Jessup, qui détenait le record du monde depuis 1930 avec un lancer à 51,73 m.
Il n'a pas contre pas réussi à se qualifier pour les Jeux olympiques d'été de 1936 à Berlin.
Pendant la Seconde Guerre mondiale, il a servi dans l'US Navy dans le Pacifique. Après la guerre, il a été officier de navigation dans une flotte de pêcheurs. En 1948, à 1 000 kilomètres au nord d'Anchorage, il est décédé des suites d'une hémorragie cérébrale.

## Palmarès

### Jeux olympiques d'été
- Jeux olympiques d'été de 1928 à Amsterdam (Pays-Bas) 
  - 5e au lancer du disque
- Jeux olympiques d'été de 1932 à Los Angeles (États-Unis) 
  -  Médaille d'or au lancer du disque

## Records
- Quatre records olympiques consécutifs du lancer du disques avec des jets à 47,87 m, 48,86 m, 49,39 m et 49,49 m le 3 août 1932 à Los Angeles (amélioration du record de Clarence Houser, sera battu par Ken Carpenter).

## Sources
- (en) Cet article est partiellement ou en totalité issu de l’article de Wikipédia en anglais intitulé « John Anderson (athlete) » (voir la liste des auteurs).